# Epinephelus adscensionis

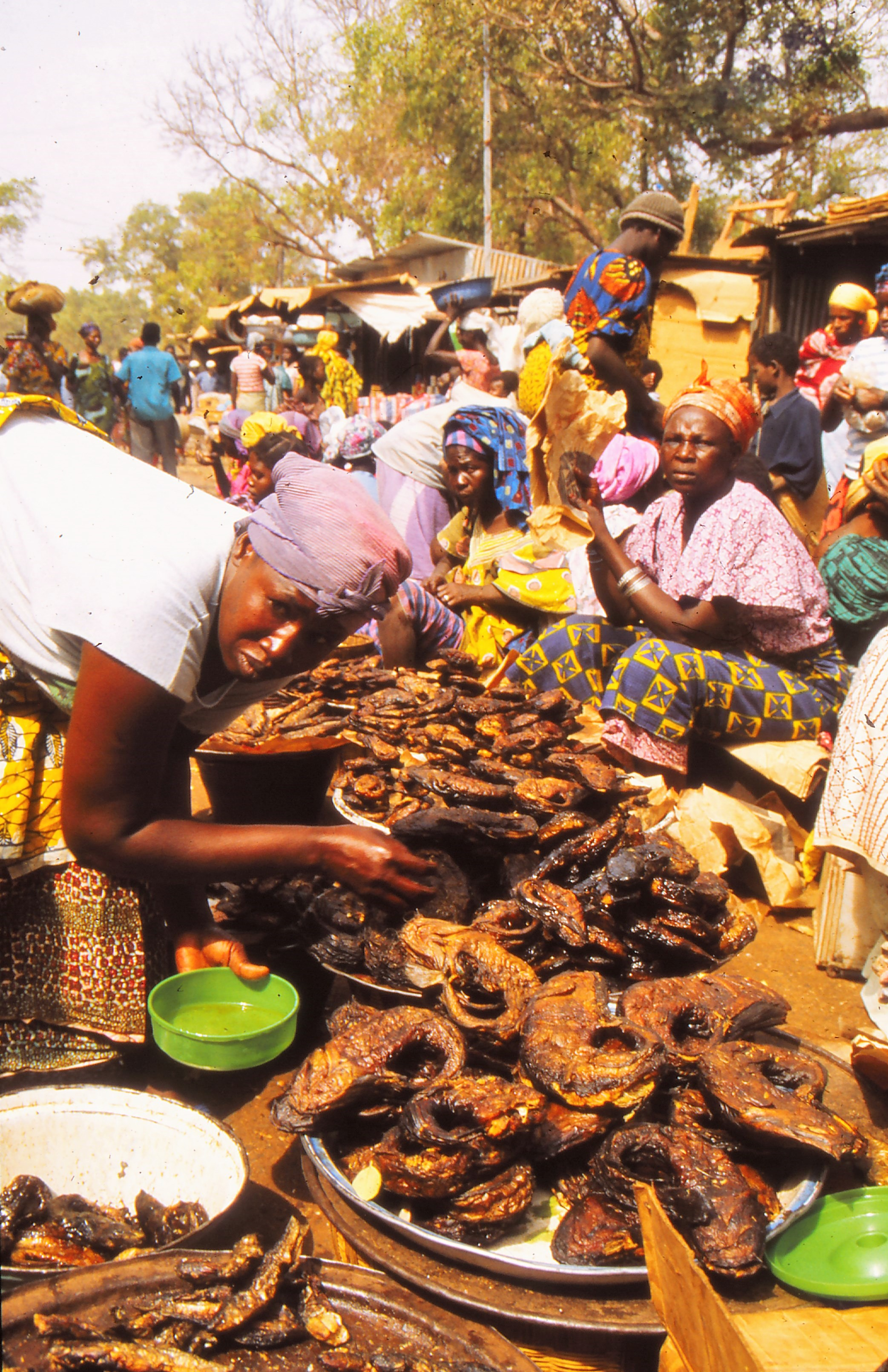
Bagre ahumado en el mercado de Sangha, Mali 1992

Epinephelus adscensionis es una especie de peces de la familia Serranidae en el orden de los Perciformes.

## Morfología
Los machos pueden llegar alcanzar los 61 cm de longitud total.

## Distribución geográfica
Se encuentra en el  Atlántico.